# Арнаут, Мааруф Ахмед
Мааруф Ахмед аль-Арнаут (араб. معروف الأرناؤوط‎; 1892, Бейрут — 1948, Дамаск) — сирийский арабский писатель
, драматург, поэт, литературовед, переводчик, публицист, журналист, издатель. Член Арабской академии наук. Считается основоположником исторического романа в Сирии. Пионер исторической фантастики в Сирии.

## Биография
Албанского происхождения. Окончил Исламском колледж в Бейруте, затем Османский университет.
Начал литературную деятельность в качестве корреспондента ряда бейрутских газет, таких как газета «Аль-Балаг» и «Аль-Икбал». В 1914 году вступил в османскую армию, служил лейтенантом в Стамбуле. После
провозглашения независимости королевства Хиджаз от Османской империи в 1916 году, дезертировал и присоединился к Хусейну ибн Али аль-Хашими и принял участие в Арабском восстании.
Дебютировал в 1929 году, опубликовав свой первый роман «Господин курейшитов».
Создал монументальную беллетризированную хронику раннего ислама и становления Арабского халифата. Автор исторических романов «Господин курейшитов» (1929), «Омар ибн аль Хаттаб» (1936), «Тарих ибн Зийяд» (1941), «Дева Фатима» (1942). Его исторические романы испещрены сносками на научные источники: сочинения средневековых, новых и новейших арабских и европейских историков. Несмотря на внешнюю документальную обоснованность, писатель, как отмечала современная критика, произвольно искажал ход исторических событий и характеры известных исторических деятелей. Исторические события служили аль-Арнауту «подправленной» авторской волей канвой сюжета авантюрного романа. В историческую канву вплетены поэтизированные легенды, отчего в его романах само прошлое выглядит легендарным. Экскурсы исторического, географического и этнографического порядка заполняют целые главы, поскольку романист ставил перед собой просветительские цели повышения общеобразовательного уровня читательской аудитории. По своему типу романы аль-Арнауга близки европейским рыцарским романам. Здесь та же героизация национальных подвигов, воспевание героической личности из аристократической среды как носительницы высших этических идеалов. Основная идея этой патриотической эпопеи — историческая неизбежность торжества ислама, который распространялся арабским народом по странам и континентам. Победа ислама была предопределена Провидением, поскольку наступила пора утверждения монотеизма, пришедшего на смену языческим верованиям. Его идея панарабизма, которая вдохновляла и волновала очень многих деятелей национально-освободительного движения на Арабском Востоке.
Творчество Арнаута отразило влияние французских романтиков, арабской народной литературы.
Издавал в Дамаске еженедельник «Фатии аль-араб», основал газету «Аль-Истикляль аль-араби» и литературный журнал «Аль-Алям аль-араби».